# Torre Squillace
Torre Squillace, localmente chiamata anche Li Scianuri o Li Scianuli, è una torre costiera del Salento situata nell'estremità settentrionale del comune di Nardò, al confine con il Comune e l'area marina protetta di Porto Cesareo.

## Struttura
Situata a pochi metri dalla spiaggia, tra le località di Sant'Isidoro e Porto Cesareo, venne edificata dal mastro copertinese Pensino Tarantino a partire dal 1567 e ultimata nel 1570. La torre presenta una forma tronco piramidale a pianta quadrata. Un toro marcapiano separa la base scarpata dal piano superiore terminante con una cornice a beccatelli provvista di merli e di quattro piombatoie, una su ogni lato. Nel 1640 fu dotata di una grande scala esterna in pietra che ne permetteva l'accesso. L'interno ospita un pozzo e un ambiente con volta a botte dotato di camino.
Comunicava a nord con Torre Cesarea e a sud con Torre Sant'Isidoro.